# PM2 (ソフトウェア)
PM2は、JavaScript ランタイムである Node.js用のプロセスマネージャーである。
2016年、PM2はGitHubで82番目に人気のあるJavaScriptプロジェクトとしてランク付けされた。

## 概要
PM2(もしくはProcess Manager 2)は、 オープンソースで、本番環境用のNode.js プロセスマネージャー。PM2の主な特徴は、アプリケーションの自動ロードバランシング、宣言的アプリケーション構成、デプロイシステム、モニタリング。
2013年に、Alexandre Strzelewiczによってスタートされた。コードソースはGitHubにホストされ、npm経由でインストール可能。